# Пукляки
Пукляки (укр. Пукляки) — село в Каменец-Подольском районе Хмельницкой области Украины.
Население по переписи 2001 года составляло 402 человека. Почтовый индекс — 31663. Телефонный код — 3859. Занимает площадь 1,585 км². Код КОАТУУ — 6825286601.

## Местный совет
31660, Хмельницкая обл., Каменец-Подольский р-н, с. Гуков, ул. Центральная, 2